# فيكتور كيرشين
فيكتور إيفانوفيتش كيرشين (بالروسية: Виктор Иванович Гришин)، من مواليد 17 فبراير 1951، هو سياسي وخبير اقتصادي روسي.